# García III. Navarrský
García III. Navarrský (1012, Nájera – 1. září 1054, Atapuerca), přezdívaný García z Nájery, byl od roku 1035 do své smrti navarrským králem. Byl také hrabětem z Ávaly a pod svou osobní kontrolou měl část kastilského hrabství. Jako nejstarší manželský syn krále Sancha III. měl dynastická práva na navarrskou korunu; tím se stal se feudálním vládcem nad dvěma svými bratry: nemanželským Ramirem, který dostal pozemky, které se staly základem pro vznik Aragonského království; a Gonzalem, který obdržel hrabství Sobrarbe a Ribagorza. Podobně měl určitý nárok na suzerenitu nad svým bratrem Ferdinandem, který za vlády jejich otce vládl jako hrabě z Kastilie, nominálně podřízené Leónskému království, dostal se ale pod osobní kontrolu Sancha III.

## Život
García Sánchez zdědil Navarrské království po smrti svého otce Sancha III. v roce 1035, přičemž obešel svého staršího, avšak nemanželského bratra Ramira. V roce 1043 porazil svého nevlastního bratra v bitvě, čímž stanovil východní hranici království. García Sánchez III. využil oslabeného stavu četných islámských taifských království, která vznikla po rozpuštění Córdobského chalífátu, k posunutí jižní hranice přes jejich území a v roce 1045 dobyl město Calahorra. Po svém otci zdědil také hrabství Álava a velkou část Kastilského hrabství (La Burebu, Trasmieru, Montes de Oca, Encartaciones a Las Merindades).
V roce 1037 se připojil ke svému bratru Ferdinandovi, nominálnímu kastilskému hraběti, v bitvě proti Leónskému království, která se odehrála poblíž řeky Pisuerga a která vešla ve známost jako bitva o Tamarón. Král Bermudo III. byl v bitvě poražen a zabit, a tak skončila dynastie, sahající k Petrovi z Kantábrie, vévodovi z 8. století. Ferdinand byl pak korunován leónským králem. Vztah mezi oběma bratry se však zhoršil kvůli konfliktu o rozdělení zemí Kastilie mezi León a Navarru, což vedlo k bitvě u Atapuercy, v níž García Sánchez zahynul.

## Manželství a rodina
García Sánchez se v roce 1038 v Barceloně oženil se Štěpánkou, zřejmě nejmladší dcerou hraběte Bernarda Rogera z Bigorre. S ní měl devět dětí:
- Sancho IV. Navarrský
- Urraca Navarrská
- Ermesinda Navarrská
- Ramiro Navarrský
- Ferdinand Navarrský
- Ramón Navarrský
- Jimena Navarrská
- Mayor Navarrská
- Sancha Navarrská

Král García měl také dvě nemanželské děti s neznámými ženami:
- Sancho Garcés
- Mencía Garcés

## Vývod z předků
|                                |                                 |  |                           |                           |  |  |  |  |  |  |  | García Sánchez I. z Pamplony |
|                                |                                 |  |                           |                           |  |  |  |  |  |  |  |                              |
|                                | Sancho II. z Pamplony           |  |                           |                           |  |  |  |  |  |  |  |                              |
|                                |                                 |  |                           |                           |  |  |  |  |  |  |  |                              |
|                                |                                 |  |                           | Andregoto Galíndez        |  |  |  |  |  |  |  |                              |
|                                |                                 |  |                           |                           |  |  |  |  |  |  |  |                              |
|                                | García Sánchez II. z Pamplony   |  |                           |                           |  |  |  |  |  |  |  |                              |
|                                |                                 |  |                           |                           |  |  |  |  |  |  |  |                              |
|                                |                                 |  |                           | Fernán González Kastilský |  |  |  |  |  |  |  |                              |
|                                |                                 |  |                           |                           |  |  |  |  |  |  |  |                              |
|                                | Urraca Fernándezová             |  |                           |                           |  |  |  |  |  |  |  |                              |
|                                |                                 |  |                           |                           |  |  |  |  |  |  |  |                              |
|                                |                                 |  |                           | Sancha Sánchez z Pamplony |  |  |  |  |  |  |  |                              |
|                                |                                 |  |                           |                           |  |  |  |  |  |  |  |                              |
|                                | Sancho III. Navarrský           |  |                           |                           |  |  |  |  |  |  |  |                              |
|                                |                                 |  |                           |                           |  |  |  |  |  |  |  |                              |
|                                |                                 |  |                           | Bermudo Núñez             |  |  |  |  |  |  |  |                              |
|                                |                                 |  |                           |                           |  |  |  |  |  |  |  |                              |
|                                | Fernando Bermúdez               |  |                           |                           |  |  |  |  |  |  |  |                              |
|                                |                                 |  |                           |                           |  |  |  |  |  |  |  |                              |
|                                |                                 |  |                           | Argilo                    |  |  |  |  |  |  |  |                              |
|                                |                                 |  |                           |                           |  |  |  |  |  |  |  |                              |
|                                | Jimena Fernándezová             |  |                           |                           |  |  |  |  |  |  |  |                              |
|                                |                                 |  |                           |                           |  |  |  |  |  |  |  |                              |
|                                |                                 |  |                           | Diego Muñoz de Saldaña    |  |  |  |  |  |  |  |                              |
|                                |                                 |  |                           |                           |  |  |  |  |  |  |  |                              |
|                                | Elvíra Díazová                  |  |                           |                           |  |  |  |  |  |  |  |                              |
|                                |                                 |  |                           |                           |  |  |  |  |  |  |  |                              |
|                                |                                 |  |                           | Tegridia                  |  |  |  |  |  |  |  |                              |
|                                |                                 |  |                           |                           |  |  |  |  |  |  |  |                              |
| García Sanchez III. Pamplonský |                                 |  |                           |                           |  |  |  |  |  |  |  |                              |
|                                |                                 |  |                           |                           |  |  |  |  |  |  |  |                              |
|                                |                                 |  | Fernán González Kastilský |                           |  |  |  |  |  |  |  |                              |
|                                |                                 |  |                           |                           |  |  |  |  |  |  |  |                              |
|                                | García Fernández Kastilský      |  |                           |                           |  |  |  |  |  |  |  |                              |
|                                |                                 |  |                           |                           |  |  |  |  |  |  |  |                              |
|                                |                                 |  |                           | Sancha Sánchez z Pamplony |  |  |  |  |  |  |  |                              |
|                                |                                 |  |                           |                           |  |  |  |  |  |  |  |                              |
|                                | Sancho García Kastilský         |  |                           |                           |  |  |  |  |  |  |  |                              |
|                                |                                 |  |                           |                           |  |  |  |  |  |  |  |                              |
|                                |                                 |  |                           | Ramón II. z Ribagorzy     |  |  |  |  |  |  |  |                              |
|                                |                                 |  |                           |                           |  |  |  |  |  |  |  |                              |
|                                | Ava z Ribagorzy                 |  |                           |                           |  |  |  |  |  |  |  |                              |
|                                |                                 |  |                           |                           |  |  |  |  |  |  |  |                              |
|                                |                                 |  |                           | Garsende Fesensacká       |  |  |  |  |  |  |  |                              |
|                                |                                 |  |                           |                           |  |  |  |  |  |  |  |                              |
|                                | Mayor Kastilská                 |  |                           |                           |  |  |  |  |  |  |  |                              |
|                                |                                 |  |                           |                           |  |  |  |  |  |  |  |                              |
|                                |                                 |  |                           | Diego Muñoz de Saldaña    |  |  |  |  |  |  |  |                              |
|                                |                                 |  |                           |                           |  |  |  |  |  |  |  |                              |
|                                | Gómez Díaz                      |  |                           |                           |  |  |  |  |  |  |  |                              |
|                                |                                 |  |                           |                           |  |  |  |  |  |  |  |                              |
|                                |                                 |  |                           | Tigridia                  |  |  |  |  |  |  |  |                              |
|                                |                                 |  |                           |                           |  |  |  |  |  |  |  |                              |
|                                | Urraca Gómez                    |  |                           |                           |  |  |  |  |  |  |  |                              |
|                                |                                 |  |                           |                           |  |  |  |  |  |  |  |                              |
|                                |                                 |  |                           | Fernán González Kastilský |  |  |  |  |  |  |  |                              |
|                                |                                 |  |                           |                           |  |  |  |  |  |  |  |                              |
|                                | Muniadona Fernández de Castilla |  |                           |                           |  |  |  |  |  |  |  |                              |
|                                |                                 |  |                           |                           |  |  |  |  |  |  |  |                              |
|                                |                                 |  |                           | Sancha Sánchez z Pamplony |  |  |  |  |  |  |  |                              |
|                                |                                 |  |                           |                           |  |  |  |  |  |  |  |                              |